# Lamar Stevens
Lamar Brandon Stevens (Filadelfia, Pensilvania, 9 de julio de 1997) es un baloncestista estadounidense que pertenece a la plantilla del Paris Basketball de la LNB Pro A francesa. Con 2,01 metros de estatura, juega en la posición de ala-pívot.

## Trayectoria deportiva

### Universidad
Jugó cuatro temporadas con los Nittany Lions de la Universidad Estatal de Pensilvania, en las que promedió 16,3 puntos, 6,5 rebotes y 1,9 asistencias por partido. En su segunda temporada consiguió junto a su equipo el campeonato del NIT, en el que además fue elegido mejor jugador del torneo.
En sus dos últimas temporadas fue incluido por los entrenadores en el mejor quinteto de la Big Ten.

#### Estadísticas
| Año     | Equipo     | PJ  | PT  | MPP  | %TC  | %3P  | %TL  | RPP | APP | ROB | TPP | PPP  |
| ------- | ---------- | --- | --- | ---- | ---- | ---- | ---- | --- | --- | --- | --- | ---- |
| 2016–17 | Penn State | 33  | 33  | 27.8 | .429 | .344 | .767 | 5.5 | 1.7 | .8  | .6  | 12.7 |
| 2017–18 | Penn State | 39  | 39  | 33.1 | .465 | .319 | .696 | 5.9 | 1.9 | .6  | 1.1 | 15.5 |
| 2018–19 | Penn State | 32  | 32  | 36.9 | .422 | .220 | .770 | 7.7 | 2.1 | .7  | .8  | 19.9 |
| 2019–20 | Penn State | 31  | 31  | 31.1 | .423 | .263 | .719 | 6.9 | 2.2 | 1.1 | 1.2 | 17.6 |
| Total   | Total      | 135 | 135 | 32.2 | .435 | .276 | .738 | 6.5 | 1.9 | .8  | .9  | 16.3 |

### Profesional
Tras no ser elegido en el Draft de la NBA de 2020, el 19 de noviembre firmó un contrato dual con los Cleveland Cavaliers de la NBA y su filial en la G League, los Canton Charge.
Tras tres temporadas en Cleveland, el 1 de julio de 2023, es traspasado, junto a Cedi Osman, a San Antonio Spurs. Pero el 17 de julio es cortado por los Spurs.
El 26 de septiembre de 2023 firma con Boston Celtics. El 7 de febrero de 2024 es traspasado a Memphis Grizzlies a cambio de Xavier Tillman.
El 30 de septiembre de 2024 firmó con Detroit Pistons un contrato no garantizado, siendo cortado el 17 de octubre sin llegar a debutar en encuentro oficial. El 29 de octubre se incorporó a la plantilla de los Motor City Cruise.
El 20 de febrero de 2025 firmó un contrato de diez días con los Memphis Grizzlies. Tras renovar por diez días más, el 13 de marzo firmó contrato hasta final de temporada.
El 21 de julio de 2025 firmó por una temporada con el Paris Basketball de la LNB Pro A.

## Estadísticas de su carrera en la NBA

### Temporada regular
| Año     | Equipo    | PJ  | PT | MPP  | %TC  | %3P  | %TL  | RPP | APP | ROB | TPP | PPP  |
| ------- | --------- | --- | -- | ---- | ---- | ---- | ---- | --- | --- | --- | --- | ---- |
| 2020-21 | Cleveland | 40  | 0  | 12.5 | .456 | .160 | .725 | 2.4 | .6  | .4  | .3  | 4.1  |
| 2021-22 | Cleveland | 63  | 13 | 16.1 | .489 | .277 | .707 | 2.6 | .7  | .5  | .3  | 6.1  |
| 2022-23 | Cleveland | 62  | 25 | 18.1 | .448 | .316 | .702 | 3.3 | .5  | .4  | .3  | 5.3  |
| 2023-24 | Boston    | 19  | 1  | 6.4  | .467 | .375 | .727 | 1.6 | .4  | .3  | .3  | 2.8  |
| 2023-24 | Memphis   | 19  | 2  | 23.0 | .446 | .289 | .791 | 5.1 | 1.1 | .9  | .9  | 11.5 |
| 2024-25 | Memphis   | 17  | 1  | 9.1  | .460 | .296 | .727 | 2.2 | .5  | .3  | .2  | 4.4  |
| Total   | Total     | 220 | 42 | 15.2 | .463 | .287 | .726 | 2.9 | .6  | .5  | .3  | 5.6  |

### Playoffs
| Año   | Equipo    | PJ | PT | MPP | %TC  | %3P   | %TL   | RPP | APP | ROB | TPP | PPP |
| ----- | --------- | -- | -- | --- | ---- | ----- | ----- | --- | --- | --- | --- | --- |
| 2023  | Cleveland | 2  | 0  | 4.4 | .500 | 1.000 | 1.000 | 1.5 | .0  | .0  | .0  | 2.5 |
| 2025  | Memphis   | 2  | 0  | 6.0 | .222 | .000  | –     | 2.0 | .5  | .0  | .0  | 2.0 |
| Total | Total     | 4  | 0  | 5.3 | .273 | .250  | 1.000 | 1.8 | .3  | .0  | .0  | 2.3 |